# Leyland Cub

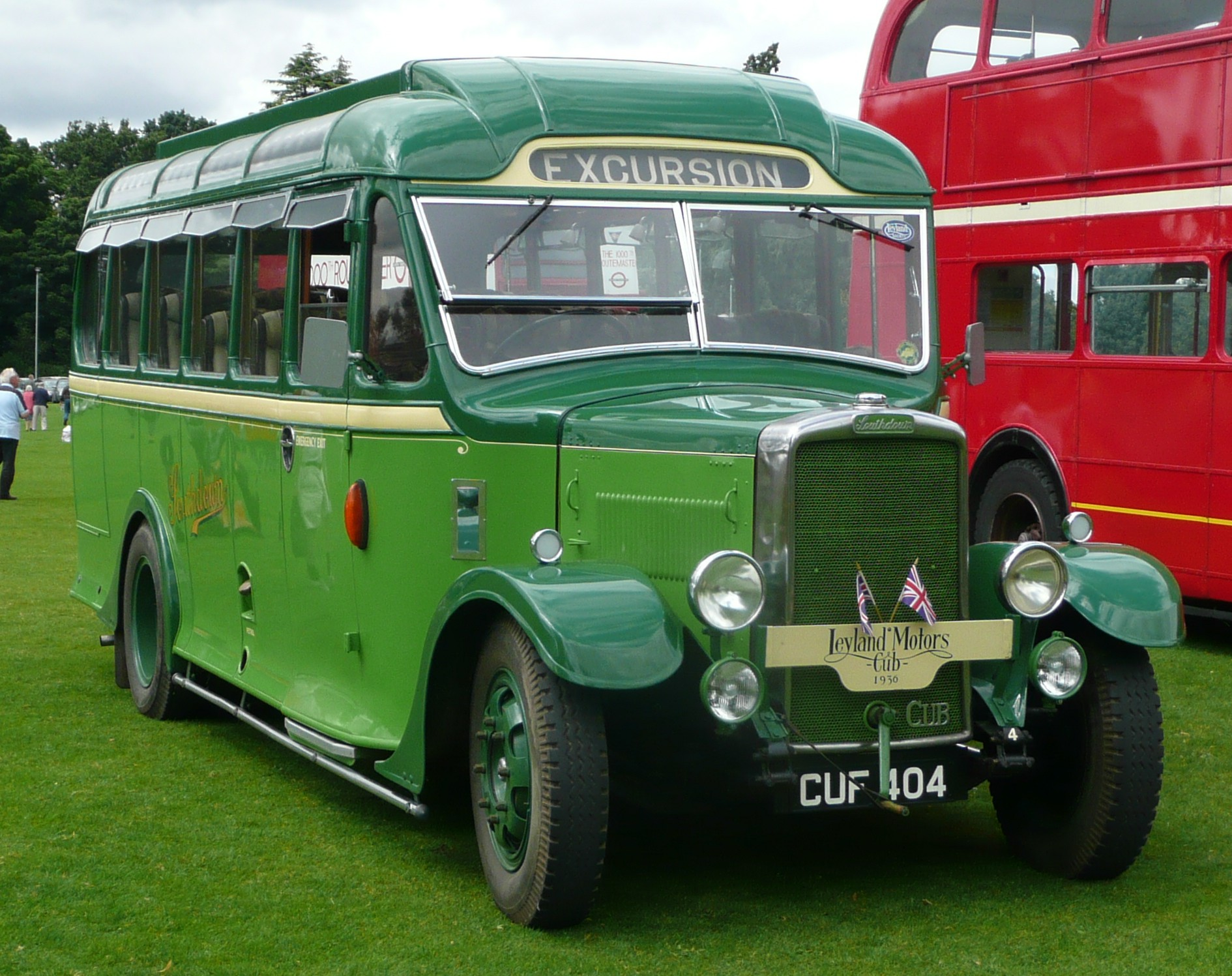
Leyland Cub der Southdown Coaches mit Aufbau von Harrington, Baujahr 1936

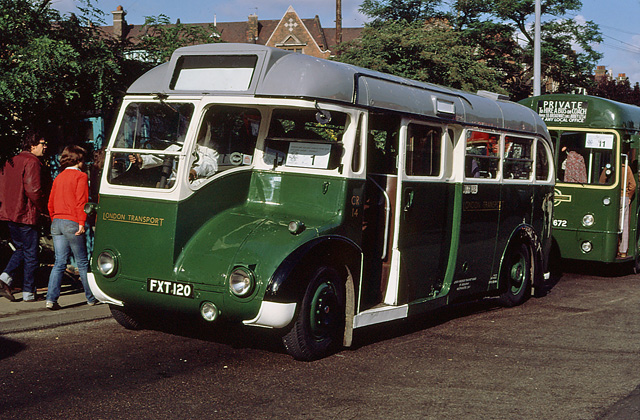
Leyland Cub CR

Der Leyland Cub mit der Typenbezeichnung K war ein Busfahrgestell des britischen Nutzfahrzeugherstellers Leyland Motors. Der Typ wurde ab 1932 gebaut. Mit dieser Reihe führte Leyland die Bezeichnung Cub (deutsch: Welpe, Junges) für leichtere Busse ein. Auf Basis des Cub entstand auch der Cub CR, einer der weltweit ersten Busse mit Heckmotor.
Auf dem Fahrgestell wurden sowohl Omnibusse als auch Lastkraftwagen gebaut. Das Chassis war ursprünglich für Langhauber-Aufbauten vorgesehen, wurde jedoch auch als Frontlenker gebaut. Diese Fahrgestelle erhielten das Präfix S  für side-type in der Typenbezeichnung und bekamen einen für damalige britische Busse typischen Aufbau mit halbseitigem Fahrerhaus, das fast bis auf Höhe des Kühlergrills vorgezogen war. Es bot einerseits dem Fahrer eine gute Rundumsicht, andererseits einen einfachen Zugang zum Motor. Ausgelegt waren die Busse für ungefähr 20 Fahrgäste. Der Radstand lag bei 15 Fuß und 6 Zoll, die Gesamtlänge bei 24 Fuß. Die Aufbauten wurden von Brush, Chiswick, Short Bros und Weymann hergestellt. Die Frontlenkeraufbauten SKP2 und SKP3 boten Platz für bis zu 35 Fahrgäste.
Als Motor kam anfänglich ein Ottomotor mit 4,4 oder  4,7 l Hubraum zum Einsatz, einige Busse wurden jedoch bereits 1935 auf Dieselmotoren umgerüstet. Der Ottomotor kam zum Einsatz, um einerseits Gewicht zu sparen, andererseits um eine hohe Laufruhe und damit Komfort für die Fahrgäste zu bieten. Ab 1935 wurde ein 4,4-l-Dieselmotor serienmäßig eingebaut, ab 1936 ein 4,7-l-Dieselmotor angeboten.
London Transport stellte eine Reihe von Cub in Dienst und führte sie als Reihe C. Auffällig waren besonders die acht Interstate-Cub, die nachts zwischen den größeren Londoner Bahnhöfen verkehrten. Auf diesen Linien gab es ein hohes Aufkommen an Reisegepäck, das mit den Passagieren transportiert werden musste. Diese Busse waren als Anderthalbdecker ausgeführt. Unter dem hinteren Teil des Fahrgastraumes konnte so ein großes Gepäckabteil eingerichtet werden. Hersteller der Aufbauten war Park Royal. Daneben war der Cub besonders auf den Kanalinseln Jersey und Guernsey beliebt, da dort aufgrund der topographischen Verhältnisse besondere Größenbeschränkungen für Busse existierten. In der Ausführung als Frontlenker bot er bei geringen Abmessungen eine hohe Passagierkapazität.
Da bei London Transport ein Bedarf für kleinere, leichte Busse gesehen wurde, die vorhandenen Dennis Dart und Bedford BD jedoch veraltet waren, entwickelte Leyland einen Cub mit Heckmotor. Bei London Transport wurde er als CR für Cub Rear engined geführt. Der Prototyp wurde 1938 gebaut. London Transport fertigte in seinem Werk in Chiswick den Linienbusaufbau für 20 Fahrgäste. Insgesamt waren 59 Busse bestellt worden, wegen des Kriegsausbruchs konnten jedoch nur 48 geliefert werden. Der Prototyp besaß noch einen 4,4-l-Motor, die Serie einen 4,7-l-Motor. Der Bus bekam einen Frontlenkeraufbau, dabei war die Fahrerkabine jedoch nur halbseitig ausgeführt. Unmittelbar hinter der Vorderachse ermöglichte eine breite Schiebetür den Einstieg der Fahrgäste. Die weit vorn liegende Tür ermöglichte einen kostensparenden Einmannbetrieb, bei dem der Fahrer die Rolle des Schaffners übernahm. Das Design lehnte sich stark an die fast gleichzeitig gebauten Leyland Tiger mit Unterflurmotor, die London Transport als TF geführt wurden. Der Hauptunterschied lag – neben der geringeren Größe und schwächeren Motorisierung – im niedrigeren Fußboden, der den Einstieg erleichterte und den Fahrgastwechsel beschleunigte. Kriegsbedingt wurde das revolutionäre Konzept nicht weiter verfolgt und erst zwanzig Jahre später wieder von Leyland aufgegriffen.
Auf Basis des Cub wurde auch ein Feuerwehrfahrzeug mit der Typenbezeichnung FK entwickelt.